# Jesús Pablo Mulero Collantes
Jesús Pablo Mulero Collantes  (Bolaños de Campos, província de Valladolid, 30 de novembre de 1968) és un entrenador de bàsquet espanyol. L'únic títol professional que ha obtingut ha estat la ULEB EuroCup 2009-2010, sent segon entrenador de Neven Spahija, amb el Power Electronics València fins que en 2014 fou nomenat director esportiu.

## Trajectòria esportiva

### Valladolid
Va debutar com a entrenador de bàsquet la temporada 1985-1986 entrenant l'equip cadet del CD La Guía Tordesillas. La temporada següent, Mulero agafaria les regnes de l'equip infantil del Forum Valladolid, club de bàsquet destacat de la comunitat de Castella i Lleó. Des d'aquesta temporada i fins a l'any 1994 va anar alternant equips cadets i infantils del Forum Valladolid.
La temporada 1994-95 de l'ACB Jesús Mulero va debutar a la Lliga ACB de bàsquet com a entrenador ajudant de Wayne Brabender al primer equip del Forum Valladolid. Durant aquesta temporada i la següent, va ser entrenador ajudant de Wayne Brabender al front del primer equip del Forum Valladolid, fins que l'octubre del 1996 la directiva va cessar Wayne Brabender i Mulero va esdevenir el primer entrenador de l'equip castellà.
Jesús Mulero va estar al càrrec de primer entrenador del Forum Valladolid fins a l'11 de desembre de 1996, quan va ser substituït per Francisco García, del que va ser segon entrenador.
Durant cinc temporades, des de 1997 fins al 2002, Mulero va ser entrenador ajudant de Gustavo Aranzana al Forum Valladolid.
Mulero va tornar a ser entrenador del Forum Valladolid, al principi de la temporada 2002-2003 de la Lliga ACB, però va ser destituït el 20 de desembre de 2002, després d'onze partits, i va ser substituït per Luis Casimiro.

#### Unicaja
La temporada 2003-2004 de la lliga ACB va obtenir el càrrec de segon entrenador de Paco Alonso a l'Unicaja de Màlaga, però li va durar poc, ja que l'octubre del mateix any Paco Alonso va ser destituït i la directiva el va nomenar a ell primer entrenador, però aquest càrrec també li va durar poc, ja que el mes de novembre Sergio Scariolo es faria càrrec de l'equip i Mulero tornaria a ser segon entrenador, càrrec que va ocupar fins al final de la temporada.

#### Power Electronics Valencia
La temporada 2004-2005 de la Lliga ACB Mulero va fitxar en qualitat de segon entrenador pel Pamesa València, sent el segon entrenador de Pablo Laso, que va ser destituït a mitja temporada, quan Mulero va fer-se càrrec de l'equip. La temporada 2005-2006 de l'ACB, Mulero va tornar a ser segon entrenador, aquest cop de Ricard Casas, que a mitja temporada 2006-2007 va ser destituït i Mulero, aquest cop, no va poder ser primer entrenador sinó que es va haver de conformar a ser segon de Fotis Katsikaris. Va ser segon de Katsikaris fins a la temporada 2008-09, quan aquest va ser substituït per Neven Spahija, sent segon entrenador del qual va obtenir el títol de la ULEB EuroCup la temporada 2009-2010. La temporada 2010-2011 de l'ACB Spahija fou substituït per Manolo Hussein, però a la jornada 7 Hussein va ser destituït i Mulero va tornar a ser primer entrenador, encara que només una jornada, ja que Svetislav Pešić es va fer càrrec de l'equip i ell va tornar a ocupar el seu càrrec de Segon entrenador.